# Halicreas
Genre
Halicreas est un genre de trachyméduses (hydrozoaires) de la famille des Halicreatidae.

## Liste d'espèces
Selon World Register of Marine Species (2 février 2019) :
- Halicreas glabrum Vanhöffen, 1902
- Halicreas minimum Fewkes, 1882
- Halicreas rotundatum Vanhöffen, 1902

## Publication originale
- Fewkes, 1882 : On the Acalephae of the East coast of New-England. Bulletin of the Museum of Comparative Zoology at Harvard College, vol. 9-10, n. 8, pp. 291-310 (texte intégral) (en).